# Фінал Кубка Іспанії з футболу 1948
Фінал Кубка Іспанії з футболу 1948 — футбольний матч, що відбувся 4 липня 1948 року. У ньому визначився 46-й переможець кубка Іспанії.

## Шлях до фіналу
| Севілья           | Севілья   | Севілья                  | Раунд      | Сельта            | Сельта    | Сельта                                                                 |
| ----------------- | --------- | ------------------------ | ---------- | ----------------- | --------- | ---------------------------------------------------------------------- |
| Суперник          | Результат | Матчі                    |            | Суперник          | Результат | Матчі                                                                  |
| Атлетік (Більбао) | 3–2       | 1–2 на виїзді; 2–0 вдома | 1/8 фіналу | Клуб Ферроль      | 6–2       | 2–2 на виїзді; 4–0 вдома                                               |
| Кастельйон        | 8–1       | 1–1 на виїзді; 7–0 вдома | 1/4 фіналу | Атлетіко (Мадрид) | 7–6       | 5–5 на виїзді; 2–1 вдома                                               |
| Реал Сосьєдад     | 7–2       | 7–1 вдома; 0–1 на виїзді | 1/2 фіналу | Еспаньйол         | 7–6       | 1–1 на виїзді; 2–2 вдома; 2–2 (нейтральне поле); 2–1 (нейтральне поле) |

## Подробиці
| 4 липня 1948 |

| Севілья                        | 4:1      | Сельта     |
| ------------------------------ | -------- | ---------- |
| Маріано 18', 59', 73' Арса 75' | Протокол | Муньйос 6' |

| Нуево Чамартин, Мадрид Глядачів: 55 000 Арбітр: Агустін Вілальта |

|  |  |

| В                |  | Хосе Марія Бусто      |
| З                |  | Мануель Бельмонте     |
| З                |  | Хоакін Хіменес (к)    |
| ПЗ               |  | Педро Ехілус          |
| ПЗ               |  | Франсиско Антунес     |
| ПЗ               |  | Педро Альконеро       |
| Н                |  | Хосе Кампос           |
| Н                |  | Мануель Доменех Пінто |
| Н                |  | Маріано               |
| Н                |  | Хуан Арса             |
| Н                |  | Хосе Пінеда           |
| Тренер:          |  |                       |
| Патрісіо Кайседо |  |                       |

| В              |  | Франсіско Сімон    |
| З              |  | Кабіньйо           |
| З              |  | Хосе Меса Суарес   |
| ПЗ             |  | Яйо Санс           |
| ПЗ             |  | Габріель Алонсо    |
| ПЗ             |  | Гаїтос             |
| Н              |  | Хуан Васкес        |
| Н              |  | Хуан Ареїтіо       |
| Н              |  | Паїньйо            |
| Н              |  | Мігель Муньйос     |
| Н              |  | Франсіско Роїг (к) |
| Тренер:        |  |                    |
| Рікардо Самора |  |                    |